# 草莓车轴草
草莓车轴草（学名：Trifolium fragiferum）为豆科车轴草属下的一个种。

## 扩展阅读
維基物種上的相關：草莓车轴草